# Norihiro Yamagishi
Norihiro Yamagishi (山岸 範宏 Yamagishi Norihiro?), född 17 maj 1978 i Saitama prefektur, är en japansk fotbollsspelare.
Yamagishi började sin karriär 2001 i Urawa Reds. Han spelade 137 ligamatcher för klubben. Med Urawa Reds vann han AFC Champions League 2007, japanska ligan 2006, japanska ligacupen 2003 och japanska cupen 2005, 2006. 2014 flyttade han till Montedio Yamagata. Efter Montedio Yamagata spelade han för Giravanz Kitakyushu. Han avslutade karriären 2018.